# Matúš Marcin
Matúš Marcin (Prešov, 6 aprile 1994) è un calciatore slovacco, attaccante dello Zemplín Michalovce.

## Carriera

### Club
Ha giocato nella massima serie slovacca ed in quella ceca.

### Nazionale
Ha giocato varie partite con le nazionali giovanili slovacche.

## Statistiche

### Presenze e reti nei club
Statistiche aggiornate al 27 settembre 2021.
| Stagione                | Squadra                 | Campionato              | Campionato | Campionato | Coppe nazionali | Coppe nazionali | Coppe nazionali | Coppe continentali | Coppe continentali | Coppe continentali | Altre coppe | Altre coppe | Altre coppe | Totale | Totale |
| Stagione                | Squadra                 | Comp                    | Pres       | Reti       | Comp            | Pres            | Reti            | Comp               | Pres               | Reti               | Comp        | Pres        | Reti        | Pres   | Reti   |
| ----------------------- | ----------------------- | ----------------------- | ---------- | ---------- | --------------- | --------------- | --------------- | ------------------ | ------------------ | ------------------ | ----------- | ----------- | ----------- | ------ | ------ |
| mag. 2012               | Tatran Prešov           | SL                      | 4          | 1          |                 | -               | -               |                    | -                  | -                  |             | -           | -           | 4      | 1      |
| 2012-2013               | Tatran Prešov           | SL                      | 30         | 3          | CS              | 1               | 1               |                    | -                  | -                  |             | -           | -           | 31     | 4      |
| Totale Tatran Prešov    | Totale Tatran Prešov    | Totale Tatran Prešov    | 34         | 4          |                 | 1               | 1               |                    | -                  | -                  |             | -           | -           | 35     | 5      |
| lug.-set. 2013          | Vysočina Jihlava        | 1L                      | 0          | 0          |                 | -               | -               |                    | -                  | -                  |             | -           | -           | 0      | 0      |
| set.-dic. 2013          | Dukla B.B.              | SL                      | 10         | 3          |                 | -               | -               |                    | -                  | -                  |             | -           | -           | 10     | 3      |
| gen.-mag. 2014          | Vysočina Jihlava        | 1L                      | 0          | 0          |                 | -               | -               |                    | -                  | -                  |             | -           | -           | 0      | 0      |
| 2014-2015               | Vysočina Jihlava        | 1L                      | 5          | 0          |                 | -               | -               |                    | -                  | -                  |             | -           | -           | 5      | 0      |
| 2015-2016               | Vysočina Jihlava        | 1L                      | 1          | 0          | CRC             | 1               | 0               |                    | -                  | -                  |             | -           | -           | 2      | 0      |
| 2016-2017               | Vysočina Jihlava        | 1L                      | 0          | 0          |                 | -               | -               |                    | -                  | -                  |             | -           | -           | 0      | 0      |
| 2017-2018               | Vysočina Jihlava        | 1L                      | 1          | 0          |                 | -               | -               |                    | -                  | -                  |             | -           | -           | 1      | 0      |
| Totale Vysocina Jihlava | Totale Vysocina Jihlava | Totale Vysocina Jihlava | 7          | 0          |                 | 1               | 0               |                    | -                  | -                  |             | -           | -           | 8      | 0      |
| 2019-gen. 2020          | Podbrezová              | 1L                      | 7          | 0          | CS              | 1               | 1               |                    | -                  | -                  |             | -           | -           | 8      | 1      |
| gen.-lug. 2020          | Elana Toruń             | 2L                      | 6          | 1          |                 | -               | -               |                    | -                  | -                  |             | -           | -           | 6      | 1      |
| 2020-2021               | Elana Toruń             | 3L                      | 21         | 8          |                 | -               | -               |                    | -                  | -                  |             | -           | -           | 21     | 8      |
| Totale Elana Toruń      | Totale Elana Toruń      | Totale Elana Toruń      | 27         | 9          |                 | -               | -               |                    | -                  | -                  |             | -           | -           | 27     | 9      |
| 2021-2022               | Zemplín Michalovce      | SL                      | 1          | 0          |                 | -               | -               |                    | -                  | -                  |             | -           | -           | 1      | 0      |
| Totale carriera         | Totale carriera         | Totale carriera         | 86         | 16         |                 | 3               | 2               |                    | -                  | -                  |             | -           | -           | 89     | 18     |